# Радомка (річка, Словаччина)
Радомка (словац. Radomka) — річка в Словаччині, ліва притока Топлі, протікає в окрузі Свидник.
Довжина — 30.5 км.
Бере початок в масиві Ондавська височина на висоті 370 метрів при селі Рівне. Серед приток — Валковський потік.
Впадає у Топлю при селі Мічаковце.